# Mad, Bad and Dangerous to Know (더 크로스의 음반)
《Mad, Bad and Dangerous to Know》는 더 크로스의 두 번째 음반이다. 잉글랜드 록 그룹 퀸의 드러머 로저 테일러가 퀸의 리드 보컬 프레디 머큐리가 건강 이상으로 더 이상 퀸 활동을 하지 못하게 되자 프로젝트 그룹으로 더 트로스를 만들었다. 더 크로스의 세 개의 음반 중 하나이다.